# 路易斯·麦克莱恩
路易斯·麦克莱恩（英語：Louis McLane，1786年5月28日—1857年10月7日），美国律师、政治家，曾任美国财政部长（1831年-1833年）和美国国务卿（1833年-1834年）。
| 前任： 爱德华·利文斯顿 | 美国国务卿 1833年-1834年   | 繼任： 约翰·福赛思    |
| 前任： 塞缪尔·D·英厄姆 | 美国财政部长 1831年-1833年 | 繼任： 威廉·约翰·杜安 |